# Betek (Krucil)
Betek is een bestuurslaag in het regentschap Probolinggo van de provincie Oost-Java, Indonesië. Betek telt 5473 inwoners (volkstelling 2010).